# 黒崎村 (石川県)
黒崎村（くろさきむら）は石川県江沼郡にあった村。現在の加賀市の北端、北陸本線大聖寺駅の北方の日本海沿岸にあたる。

## 地理
- 山 ： 大山
- 海洋 ： 日本海

## 歴史
- 1889年（明治22年）4月1日 - 町村制の施行により、片野村、黒崎村、深田村、宮村、高尾村及び田尻村の区域をもって、黒崎村が発足する。
- 1930年（昭和5年）1月1日 - 橋立村及び黒崎村が合併して、改めて橋立村が発足する。

## 交通

### 道路
現在は旧村域を北陸自動車道が通過するが、当時は未開通。